# ヴィーナスとキューピッド (ホルバイン)
『ヴィーナスとキューピッド』（英: Venus and Cupid）あるいは『ヴィーナスとアモール』(英: Venus and Amor) は、ドイツ人の画家、版画家であったハンス・ホルバインが1524年頃に描いた絵画である。スイスのバーゼル市立美術館に所蔵されている。ホルバインが神話的主題を描いた最初期の作品であり、ローマ神話の愛の女神ウェヌス（ヴィーナス）とその息子クピードー（キューピッド、アモール）を描いたもので、モデルの女性は画家の友人であったマグダレーナ・オッフェンブルク (Magdalena Offenburg) と考えられている。

## 作品
人物は、大きな緑色のカーテンの前、手すり壁のようなものの後ろに描かれている。ヴィーナスは、手を広げた仕草で誠意のある眼差しをこちらに向けている。キューピッドは手すり壁に登ろうとしながら、左手には愛の矢を握っている。キューピッドの髪の色は、赤からオレンジ色に近いものとなっており、母であるヴィーナスの上腕を覆う布をふんだんに使った袖の色合いや色調と同様になっている。
『ヴィーナスとキューピッド』は、ホルバインが短期間のフランス滞在からバーゼルに戻ってきた時期に描かれた。ホルバインはフランスで、フランス王フランソワ1世の絵画コレクションを見る機会を得ており、この作品もおそらくはホルバインが同時代のイタリアの画家たちの作品に触れたことを反映した早い時期のものだと考えられている。そうした影響は、ヴィーナスの仕草にも見て取れ、そのポーズはレオナルド・ダ・ヴィンチが1498年に描いた『最後の晩餐』のイエスの仕草と密接に関連している。加えて、ヴィーナスの長く、楕円形に理想化して描かれた顔は、レオナルドが描いた聖母マリアの描写を丹念に真似たものであ。

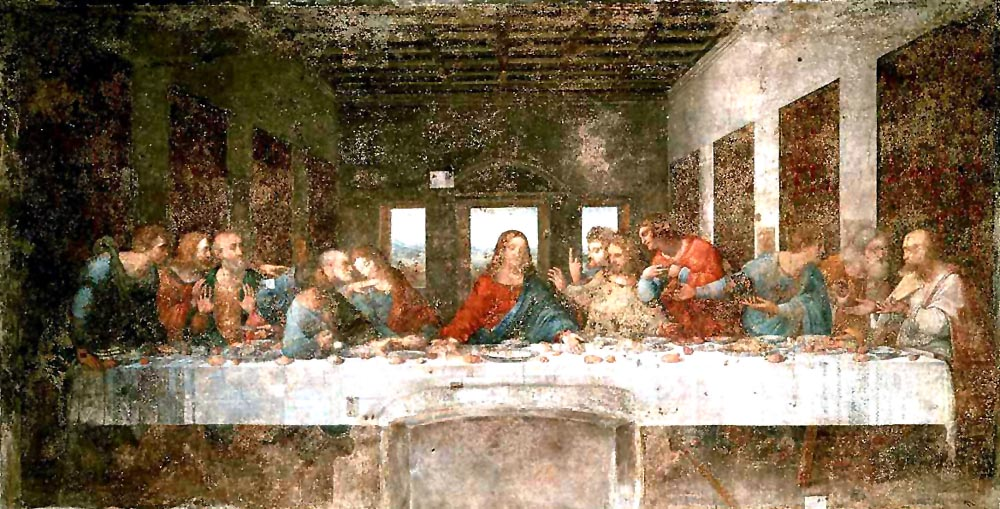
『最後の晩餐』レオナルド・ダ・ヴィンチ、1498。ヴィーナスの右手と、少し傾けられた頭は、ダ・ヴィンチのこの作品におけるイエスの仕草を反映したものである。

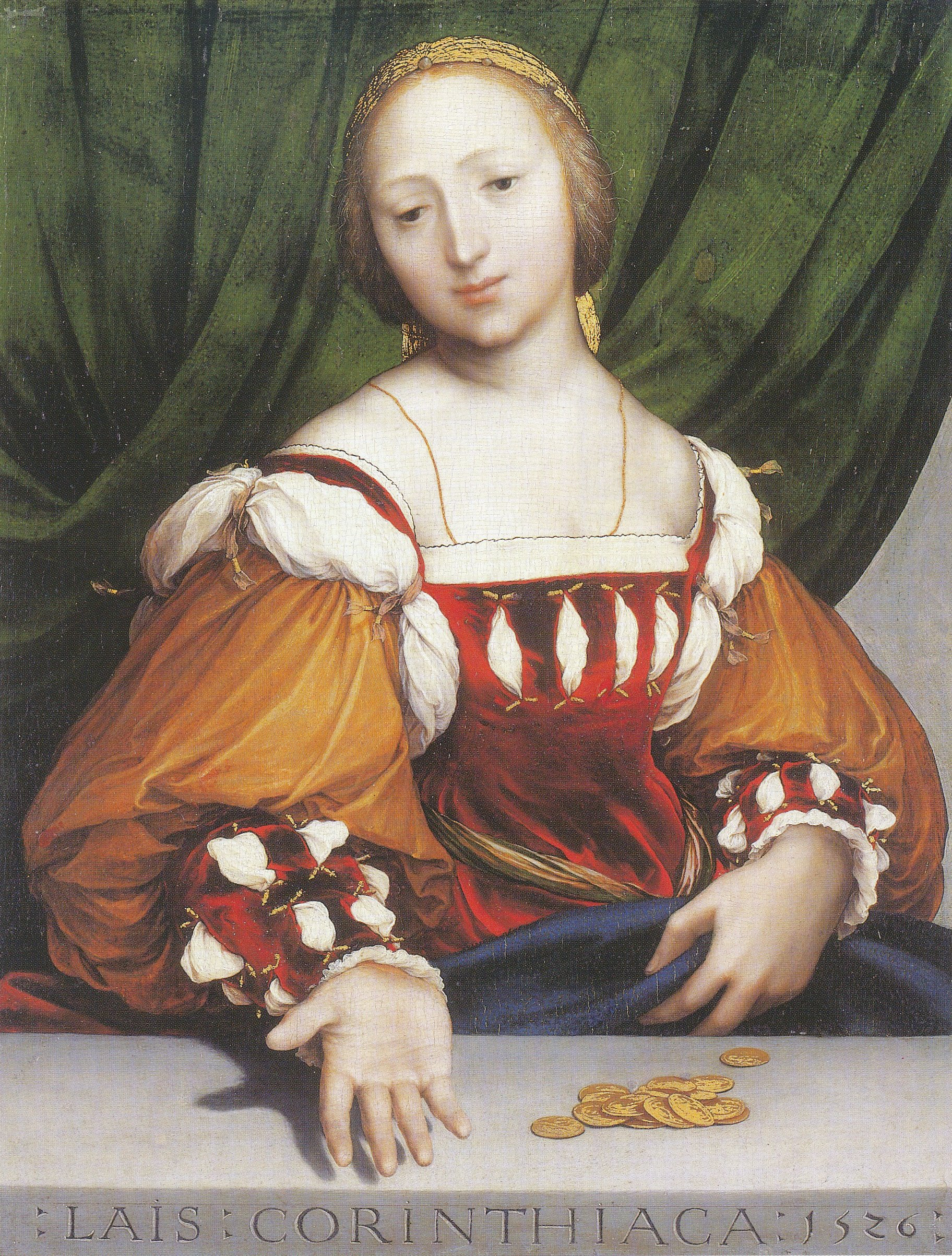
『コリントの遊女ライス』1526年。モデルは、マグダレーナ・オッフェンブルク。

1520年代、ヨーロッパの北部ではレオナルド風の肖像画があちらこちらで非常に人気が高かった上、当時のホルバインが描いた絵画の多くは、潜在的なパトロンである富裕な人々を惹きつけ、贔屓にしてもらおうという目論見が直接的になっていたものと考えられている。美術史家のオスカー・ベッシュマン (Oskar Bätschmann) とパスカル・グリーナー (Pascal Griener) は、ホルバインの類似作『コリントの遊女ライス』(バーゼル市立美術館) と同様に、この作品のヴィーナスは手を開き「鑑賞する者、そして、見込みのある収集家の方へと、手を伸ばしている (stretched towards the beholder and prospective collector)」と1999年に記した。このモデルは、『ダルムシュタットの聖母』 (個人蔵) のモデルで、『ヴィーナスとキューピッド』、『コリントの遊女ライス』でも起用されており、マグダレーナ・オッフェンブルクと同定されているが、彼女はホルバインの愛人であった可能性がある。
この作品についての最も古い記録は、1578年に収集家バジリウス・アマーバッハに、彼の従兄弟フランツ・レヒブルガー (Franz Rechburger) から贈られいかたというものである。アマーバッハの記録は、この作品がオッフェンブルク家の女性の肖像画として描かれたとしているが、この記述は美術史家たちによって証明されてはいない。Web Gallery of Art は、「仮にホルバインが、肖像画を利用してこの作品を描いたのだとしても、画家は、もはや本来の意味での肖像画とは言えない域にまで、モデルの姿を理想化している」と述べている。